# ReTIME
「ReTIME」（りたいむ）は、新谷良子の12thマキシシングル。2009年6月3日にLantisからリリースされ、キングレコードから販売された。

## 概要
- ストリングスが優しい旋律を奏でるバラード風の楽曲となっている。

## 収録曲
1. ReTIME [5:08]
  - 作詞・作曲・編曲:R・O・N
  - ラジオ『アキバチック天国・スーパー』2009年6月期エンディングテーマ
2. スパイス [4:22]
  - 作詞:川島弘光/R・O・N、作曲・編曲:川島弘光
3. ReTIME(off vocal)
4. スパイス(off vocal)